# چیمو، موزامبیک
چیمو (به لاتین: Chimoio) یک منطقهٔ مسکونی در موزامبیک است که در استان مانیکا واقع شده‌است.
 چیمو ۱۷۴ کیلومتر مربع مساحت و ۳۷۲٬۸۲۱ نفر جمعیت دارد و ۶۶۴ متر بالاتر از سطح دریا واقع شده‌است.